# Michel Giacometti
Michel-Marie Giacometti (* 8. Januar 1929 in Ajaccio; † 24. November 1990 in Faro) war ein französischer Ethnologe aus Korsika, der besonders in Portugal gewirkt hat.

## Leben
Nach einem Besuch im Musée de l’Homme (dt.: Museum des Menschen) in Paris interessierte er sich erstmals für traditionelle Volksmusik aus Portugal. 1959 siedelte er nach Portugal um, nachdem eine Tuberkuloseerkrankung bei ihm festgestellt wurde. Er zog nach Bragança. 1960 gründete er die Arquivos Sonoros Portugueses, um traditionelle Volkslieder Portugals zu archivieren. Bis 1982 bereiste er dazu ganz Portugal. Unter dem Dach der Arquivos Sonoros Portugueses veröffentlichte Giacometti, zusammen mit dem Komponisten Fernando Lopes Graça, regionale Volkslieder in fünf musikethnologischen Schallplatteneditionen (Antologia da Música Regional Portuguesa).
Von 1970 bis 1974 produzierte er, zusammen mit dem Regisseur Alfredo Tropa, für die RTP die Fernsehserie Povo que Canta (dt.: Volk das singt), in der er in teilweise weit entlegenen Dörfern überlieferte Volkslieder, Bräuche und Erzählungen vorstellte. Die Serie brachte den Fernsehzuschauern in den Städten nicht nur in Vergessenheit fallende Traditionen näher, sondern zeigte auch ein weit entferntes und zurückgebliebenes Portugal, das in prekären Verhältnissen lebte. Der mit der illegalen PCP verbundene Giacometti wurde so auch eine ermutigende Figur des Widerstands gegen das repressive António-de-Oliveira-Salazar-Regime. Die Serie beeinflusste und bestärkte auch Regisseure wie António Campos u. a., den Blick auch auf das Hinterland Portugals mit seinem Traditionsreichtum und seiner damaligen Armut zu lenken.
1981 erschien im Círculo de Leitores eine weitere Sammlung von aufgenommenen Volksweisen, unter dem Titel Cancioneiro Popular Português (dt. etwa: Volkstümliches portugiesisches Liedgut), und erneut unter Mitarbeit von Fernando Lopes Graça.
Die Anerkennung Giacomettis musikethnologischer Arbeit zeigte sich zunehmend auch in anderen Bereichen. Für António de Macedos Film A Promessa (dt.: Das Versprechen), einem 1973 in Figueira da Foz gedrehten Fischer-Drama, war er musikalischer Berater. Und das 1987 eröffnete Museum der Arbeit (Museu do Trabalho) in Setúbal beriet er regelmäßig, insbesondere bei der wegweisenden Ausstellung O Trabalho faz o Homem (dt.: Die Arbeit macht den Mann).
1990 verstarb Giacometti in Faro. Er wurde nach seinem Willen in dem kleinen Ort Peroguarda im Alentejo begraben.

## Rezeption

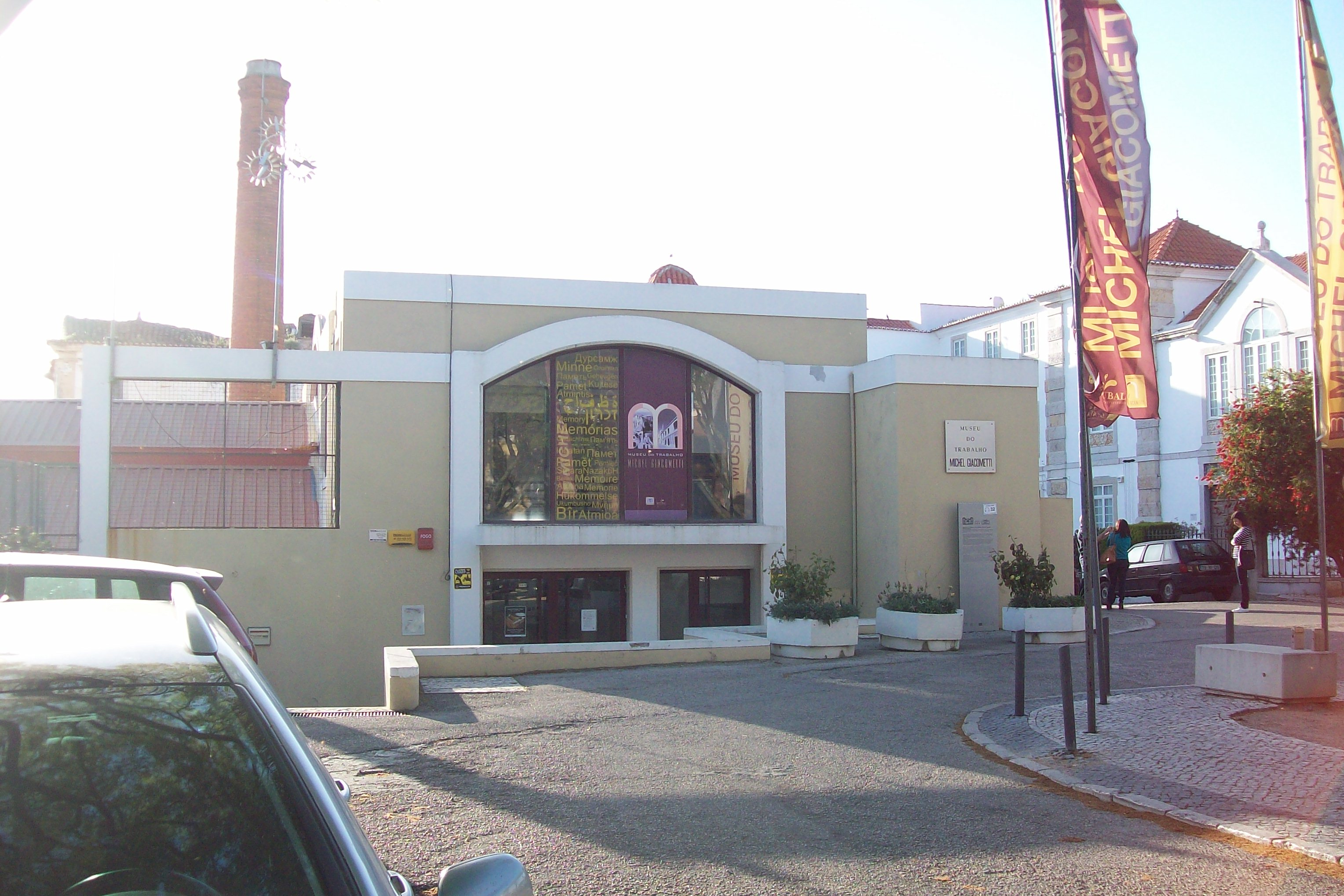
Das Museu do Trabalho Michel Giacometti in Setúbal

Das Museum Museu do Trabalho in Setúbal wurde 1991 in Museu do Trabalho Michel Giacometti umbenannt und zeigt seither eine Sammlung landwirtschaftlicher Alltagsgegenstände, die Giacometti hinterließ. Weitere seiner verschiedenen Sammlungen sind zu sehen in den Museen von Ferreira do Alentejo, im Museu da Música Portuguesa (Casa Verdades de Faria, in Monte Estoril, Gemeinde Estoril), und im ethnologischen Museum Museu Nacional de Etnologia in Lissabon, wo sich seine umfangreiche, 1984 von staatlicher Seite erworbene Sammlung an Tondokumenten befindet.
2002 wurde ihm posthum der Orden des Infanten Dom Henrique im Rang eines Großoffiziers verliehen. 2004 erschien das Buch Michel Giacometti: Caminho para um Museu, mit Beiträgen über Giacometti von verschiedenen Autoren, etwa Pedro Caldeira Cabral. 2005 stand das Festival für Frauengesang und Instrumente der Welt auf Korsika im Zeichen der Widmung des Werkes Giacomettis. Dazu waren Amélia Muge, Mafalda Arnauth, und die Gaiteiros de Lisboa eingeladen. Auch wurden in Portugal, neben Schulen, in verschiedenen Orten Straßen nach ihm benannt, etwa in Loures, Seixal und Cuba.
Seine Arbeiten sind bis heute von Bedeutung. 2009 erschien, aus dem Nachlass Giacomettis zusammengestellt, eine zweibändige Sammlung mündlich überlieferte Erzählungen und Traditionen. Im gleichen Jahr erschien bei ZON Lusomundo, in einer Edition von sechs DVDs, Povo que Canta, eine 2008/2009 von Ivan Dias und Manuel Rocha gedrehte Serie, nach dem Muster von Giacomettis gleichnamiger Serie, diesmals jedoch auch auf Madeira und den Azoren, wo Giacometti keine Fernsehfolgen gedreht hatte. In der letzten Folge wird eine Dokumentation über Giacometti gezeigt, und ein Konzert der Brigada Victor Jara mit Neuinterpretationen von Volksweisen aus der Sammlung Giacomettis. 2010 erschienen dann die gesamten Original-Sendungen von Povo que Canta 1970–1974 auf zehn DVDs, begleitet von Büchern und zwei CDs in einer umfangreichen Edition bei Tradisom.

## Filmografie
- 1962: O Alar da Rede (Kurzfilm)
- 1963: Rio De Onor (Kurzfilm)
- 1970–1974: Povo que Canta (TV-Serie)